# Carlo Ponti
Pour les articles homonymes, voir Carlo Ponti (chef d'orchestre) et Ponti (homonymie).
Carlo Ponti, Sr. est un producteur de cinéma franco-italien, né le 11 décembre 1912 à Magenta en Lombardie en Italie et mort le 10 janvier 2007 à Genève en Suisse. Il a obtenu la nationalité française en 1966.
Depuis 1941, il produit plus de 140 films, dont ceux réalisés par Federico Fellini (La Strada, 1954), Vittorio De Sica (Boccaccio '70, 1962), Jean-Luc Godard (Le Mépris, 1963), David Lean (Le Docteur Jivago, 1965) et Michelangelo Antonioni (Blow-Up, 1966).

## Biographie

### Enfance et formation
Carlo Ponti voit le jour à Magenta en Lombardie, la ville dont son grand-père est maire. Il suit des études de droit à l'université de Milan. Il se joint au cabinet de son père à Milan et s'implique dans le milieu du cinéma où il se spécialise dans la négociation des contrats.

### Carrière
En 1940, il tente de créer une industrie cinématographique à Milan et produit son premier long métrage, Piccolo mondo antico (Le Mariage de minuit) de Mario Soldati, dans lequel Alida Valli tient son premier rôle important. Ce film est examiné par la loi italienne contre la Restauration autrichienne dans le royaume d’Italie élaborée pendant le Risorgimento mais connaît finalement le succès car probablement pour échapper à la critique, il a pris l'exemple des Autrichiens avec les Allemands durant la Seconde Guerre mondiale plutôt que celui des Italiens et des Autrichiens. Pour cette cause, il est brièvement emprisonné pour nuisance dans les relations avec le Troisième Reich.
En 1941, il accepte une offre de Lux Film, société de production appartenant à Riccardo Gualino à Rome, où il produit des films à succès commerciaux mettant en scène l’acteur Totò. En 1954, il a beaucoup de succès avec la production du film La Strada de Federico Fellini. Cependant, ce dernier nie le succès du producteur : « La Strada est produit par Carlo Ponti et Dino De Laurentiis ». Il produit ensuite Boccaccio '70 (1962), Hier, aujourd'hui et demain (Ieri, oggi, domani, 1963) et Mariage à l'italienne (Matrimonio all'italiana, 1964) de Vittorio De Sica, ainsi que les films populaires Le Docteur Jivago de David Lean (Doctor Zhivago, 1965) et Blow-Up de Michelangelo Antonioni (1966).
Le 26 juin 1996, il est décoré de chevalier grand-croix de l'ordre du Mérite de la République italienne à Rome.

### Vie privée

#### Mariages
En 1946, Carlo Ponti épouse Giuliana Fiastri (1925-2006), avec qui il a une fille, née en 1951, et un garçon, né en 1953. Cependant, en 1951, en tant que membre du jury du concours de beauté Miss Italie, il remarque une jeune fille de seize ans Sofia Scicolone. Il lui propose des rôles dans des films comme Anna d'Alberto Lattuada dans la même année. En 1952, son ami Goffredo Lombardo, chef de production à Titanus, change le nom de cette actrice en Sophia Loren.
Le divorce étant interdit en Italie, il obtient le contrat de divorce au Mexique et, en 1957, épouse Sophia Loren par procuration : la justice italienne le condamne pour bigamie.
Il coproduit plusieurs films mettant en vedette Sophia Loren à Hollywood. En 1960, tous deux retournent en Italie, lorsqu'ils sont convoqués devant la cour, ils sont à nouveau empêchés de se marier. En 1962, après s’être mis d’accord avec sa première femme, ils conservent leur mariage annulé et tous les trois partent en France où ils demandent la naturalisation française. En 1965, Giuliana et Carlo Ponti sont officiellement divorcés, ce qui lui permet, en 1966, d’épouser Sophia Loren à Sèvres,,. Ils deviennent citoyens français à la suite d'une demande approuvée par le futur président de la République française Georges Pompidou.
Ensemble, ils ont deux enfants, le chef d'orchestre Carlo Ponti, né le 29 décembre 1968, et le cinéaste Edoardo Ponti, né le 6 janvier 1973.

#### Polémique
En 1979, sa condamnation à une lourde amende par le fisc italien et le transfert de ses affaires au Canada marquent la fin de son formidable parcours de producteur.

#### Mort
Au milieu de la nuit du mardi 9 au mercredi 10 janvier 2007, il meurt des suites d'une complication pulmonaire dans un hôpital à Genève.

## Filmographie

### Cinéma

#### Années 1940
- 1941 : Le Mariage de minuit (Piccolo mondo antico) de Mario Soldati
- 1943 : Giacomo l'idealista d'Alberto Lattuada
- 1943 : La primadonna
- 1945 : Deux Lettres anonymes (Due lettere anonime)
- 1946 : Armando le Mystérieux (La primula bianca)
- 1946 : Un Américain en vacances (Un americano in vacanza)
- 1946 : Albergo Luna, camera 34
- 1946 : Mon fils professeur (Mio figlio professore)
- 1947 : Vivre en paix (Vivere in pace)
- 1948 : Jeunesse perdue (Gioventù perduta) de Pietro Germi
- 1948 : Sans pitié (Senza pietà) d'Alberto Lattuada
- 1948 : Amants sans amour (Amanti senza amore)
- 1948 : Les Misérables ou L'Évadé du bagne (I Miserabili), de Riccardo Freda
- 1949 : Quel bandito sono io
- 1949 : L'Empereur de Capri
- 1949 : Cœurs sans frontières
- 1949 : Le Tocsin (Campane a martello) de Luigi Zampa
- 1949 : Romanticismo de Clemente Fracassi

#### Années 1960
- 1960 : Il corazziere
- 1960 : La Diablesse en collant rose (Heller in Pink Tights), de George Cukor
- 1960 : La Novice (Lettere di una novizia)
- 1960 : Un scandale à la cour (A Breath of Scandal)
- 1960 : La ciociara de Vittorio De Sica
- 1961 : Lola de Jacques Demy
- 1961 : Une femme est une femme
- 1961 : Léon Morin, prêtre
- 1961 : Cléo de 5 à 7
- 1961 : Madame Sans-Gêne
- 1962 : Boccace 70 (Boccaccio '70)
- 1962 : L'Œil du Malin
- 1962 : La Femme rousse (Die Rote)
- 1962 : Les Séquestrés d'Altona (I sequestrati di Altona) de Vittorio De Sica
- 1962 : Le Doulos
- 1962 : L'Île des amours interdites (L'Isola di Arturo)
- 1963 : L'Ennui et sa diversion, l'érotisme (La noia)
- 1963 : Le Mari de la femme à barbe (La donna scimmia)
- 1963 : Adultero lui, adultera lei
- 1963 : Landru de Claude Chabrol
- 1963 : Les Carabiniers de Jean-Luc Godard
- 1963 : Le Mépris de Jean-Luc Godard
- 1963 : Hier, aujourd'hui et demain (Ieri, oggi, domani)
- 1964 : Controsesso
- 1964 : Mariage à l'italienne (Matrimonio all'italiana)
- 1965 : Break-up, érotisme et ballons rouges (L'uomo dei cinque palloni)
- 1965 : Oggi, domani, dopodomani
- 1965 : Opération Crossbow (Operation Crossbow), de Michael Anderson
- 1965 : Casanova '70, de Mario Monicelli
- 1965 : La Dixième Victime (La decima vittima) de Elio Petri
- 1965 : Lady L de Peter Ustinov d'après le livre de Romain Gary
- 1965 : Le Docteur Jivago (Doctor Zhivago), de David Lean
- 1966 : Trains étroitement surveillés (Ostře sledované vlaky), de Jiří Menzel
- 1966 : Blow-Up, de Michelangelo Antonioni
- 1967 : La Vingt-cinquième heure de Henri Verneuil
- 1967 : La Fille et le Général (La ragazza e il generale)
- 1967 : La Belle et le Cavalier (C'era una volta...)
- 1967 : Au feu, les pompiers ! (Hoří, má panenko) de Miloš Forman
- 1967 : Joe l'implacable (Joe l'implacabile) d'Antonio Margheriti
- 1967 : Smashing Time
- 1968 : Fantômes à l'italienne (Questi fantasmi)
- 1968 : Le Temps des amants (Amanti) de Vittorio De Sica
- 1968 : Diamonds for Breakfast

#### Années 1980 et 1990
- 1984 : Qualcosa di biondo
- 1998 : Liv

### Télévision
- 1974 : Brief Encounter
- 1988 : La ciociara
- 1990 : Sabato, domenica e lunedì

## Décoration
- Chevalier grand-croix de l'ordre du Mérite‎, le 26 juin 1996 à Rome[6]